# Cayo Grande (Haití)
Cayo Grande (en criollo haitiano: Gwòskay; en francés: Grande Caye) es el nombre que recibe un islote deshabitado del país caribeño de Haití que se localiza en las coordenadas geográficas 18°05′15″N 73°48′44″O / 18.08750, -73.81222 entre el territorio continental de ese país (llamado isla la española, al oeste) y la Isla Vaca (al este), en la bahía de los Cayos (baie des cayes) y al norte del canal del sur (canal du sud). Es parte del departamento de Sud (Departamento Sur). A unos 500 metros de distancia, se encuentra un arrecife de coral llamado La Petite Caye. Ambos se encuentran cerca de la ciudad de Les Cayes, que les dio su nombre a estas islas.